# Полюшкин, Алексей Егорович
Алексей Егорович Полюшкин (15 марта 1915, Майское, Джанкойский район — 23 сентября 1994, Майское, АР Крым) — советский хозяйственный, государственный и политический деятель, Герой Социалистического Труда.

## Биография
Родился в 1915 году в селе Майское. Член КПСС. С 1933 года — на хозяйственной, общественной и политической работе. В 1933—1975 гг. — тракторист в местном колхозе «Майфельд», краснофлотец Тихоокеанского флота, участник Великой Отечественной войны, механизатор в колхозе «Ленинский путь» Колайского района, бригадир тракторно-полеводческой бригады колхоза «Россия» Джанкойского района Крымской области.
Указом Президиума Верховного Совета СССР от 23 июня 1966 года присвоено звание Героя Социалистического Труда с вручением ордена Ленина и золотой медали «Серп и Молот».
Умер в селе Майское в 1994 году.

## Награды
Награждён орденами Ленина (23.06.1966), Октябрьской Революции (08.04.1971), Отечественной войны 2-й степени (11.03.1985), Трудового Красного Знамени (26.02.1958), медалями, а также медалями ВДНХ СССР.